# 和泉宗兵
和泉 宗兵（いずみ しゅうへい、1977年〈昭和52年〉10月11日 - ）は、日本の俳優。神奈川県横浜市出身。青年座映画放送を退所後、2023年1月よりフリーランスを経て、2024年9月にえりオフィス所属となる。ニックネームはデヒ（Dehi）。特技は水泳、バスケットボール。

## 略歴
横浜市立中川中学校卒業、神奈川県立荏田高等学校卒業、東海大学卒業。
2000年、『未来戦隊タイムレンジャー』のドモン / タイムイエロー役でデビュー。
2001年、現在の芸名に改名。
2011年から2015年まで劇団「大人の麦茶」に所属していた。
2016年をもってサイプロダクションを離籍。2017年青年座映画放送とマネジメント契約ののち2023年フリーランスへ。
2019年夏に女優の今村美乃と結婚。
2024年9月より、えりオフィス所属。

## 人物
横浜で育ち幼い頃、裏山探検中に崖から転落しながら九死に一生を得たことから「山の王者」と呼ばれ、牛舎跡では膝の骨がむき出しになる重傷を負ったこともある。ランドセルを背負っていた小学6年生で170センチを超え、中学1年生では183センチになった。中学ではバスケ部へ入部し3年生の時、キャプテンを務め神奈川県で優勝したことがある。

### 『タイムレンジャー』に関するエピソード
『タイムレンジャー』で演じたドモンは、ファンから最も視聴者に近いキャラクターだという応援を受け、愛されるキャラクターになるよう意識したという。
当初はアクションを苦手としていたが、後楽園ゆうえんちのショーに出演してからアクションを面白いと感じ、動けるようになったと語っている。
第23話では戦闘員ゼニットのスーツアクターも務めたが、頭が大きかったためマスクが入らず、面が上を向いた状態で演じていた。

### 『龍が如く』に関するエピソード
『龍が如く』に登場する『堂島宗兵』というキャラクターの『宗兵』という名は大学時代の先輩であるセガのプロデューサー横山昌義氏が和泉氏の『宗兵』の芸名を勝手に使ったという。

## 出演

### テレビドラマ
- 黄落（1997年5月1日、テレビ東京系）[10]
- スーパー戦隊シリーズ（テレビ朝日系）
  - 未来戦隊タイムレンジャー（2000年） - ドモン / タイムイエロー 役[11]
  - 忍風戦隊ハリケンジャー 第39話（2002年11月17日） - 坂木鉄平 役
  - 海賊戦隊ゴーカイジャー 第40話（2011年11月27日） - ドモン 役
- 月曜ミステリー劇場 監察医 藪野善次郎9（2001年5月21日、TBSテレビ系）[12]
- 生きるための情熱としての殺人（2001年、テレビ朝日系） - 平井克昭 役
- スクープ（2002年10月14日、TBSテレビ系） - 池沢刑事 役
- 監察医・篠宮葉月 死体は語る 第2作 - 第5作（2002年11月20日・2003年5月21日・2004年1月14日・12月1日、テレビ東京系） - 倉田浩司 役
- 森村誠一サスペンス2（2003年1月27日、TBSテレビ系）
- 赤い月 第2夜（2004年5月6日、テレビ東京系） - 堀田少尉 役
- 魔弾戦記リュウケンドー（2006年、テレビ東京系） - ノブヒコ 役
- 再会〜横田めぐみさんの願い〜（2006年10月3日、日本テレビ系） - 金英男 役
- 空の港で。それぞれのエアポート物語 第1回・最終回（2008年4月5日・9月27日、テレビ東京）[13]
- サギ師リリ子 第13週（2009年3月30日 - 4月3日、テレビ東京系） - 田頭淳樹 役
- 赤かぶ検事京都篇 第5話（2010年2月10日、TBSテレビ系） - 大林順三 役
- 大魔神カノン（2010年、テレビ東京系） - カエンジ 役
- マネキン・ガールズ 第2話（2011年11月8日、BS-TBS）
- 刑事のまなざし 第4話（2013年10月28日、TBSテレビ系）
- 警察大学校 日丸教授の事件ノート（2014年7月9日、テレビ東京系） - 安原憲吾 役
- ランチのアッコちゃん 第7話（2015年6月23日、NHK BSプレミアム）
- わたしを離さないで 第8話（2016年3月4日、TBSテレビ系） - 警備員 役
- 全力失踪 第4話（2017年9月24日、NHK BSプレミアム）
- ギリシャ神話劇場 神々と人々の日々（2020年4月6日 - 、TOKYO MX） - ミノタウロス、オルペウス、イアソン父 役
- ビットワールド オリジナルミュージカル 主人公入れ替わり大作戦！ 鬼を斬る！（2020年12月31日、Eテレ） - イズミ 役

### Webドラマ
- 恋する男たち 第1話（2020年10月24日配信、Paravi）

### 映画
- 実録・ヒットマン〜妻 その愛〜（2002年） - ヨシオ 役
- アイデン&ティティ（2003年）
- カポネ 六本木錬金の帝王（2003年12月27日）
- フレンズ（2004年9月25日）
- 変身（2005年）
- KAMACHOP カマチョップ（2008年）
- 怪談新耳袋 異形（2012年）
- 浅草・筑波の喜久次郎～浅草六区を創った筑波人～（2016年）
- お江戸のキャンディー2 ロワゾー・ドゥ・パラディ（天国の鳥）篇（2017年）

### オリジナルビデオ
- スーパー戦隊シリーズ
  - 未来戦隊タイムレンジャースーパービデオ最強ヒーロー全ひみつ（2000年） - ドモン / タイムイエロー 役
  - 未来戦隊タイムレンジャーVSゴーゴーファイブ（2001年） - ドモン / タイムイエロー 役
- 梁山泊 ファミリー（2003年）
- 極道の姐（2014年） - 三代目柳楽組組員 役
- 武闘派の道1・2（2015年） - 二代目龍仁一家組員 サイトウ 役
- 破門組1（2015年） - 藤堂組幹部 サイトウコウイチ 役
- 破門組2（2015年） - 藤堂組若頭 サイトウコウイチ 役
- 列島分裂 東西10年戦争1・2（2016年） - 誠心会川博組若頭 義仁会会長 近藤仁
- 仁義のはらわた（2016年）全2作 - 関東睦会総本部長 三代目龍仁一家総長 斎藤孝二 役
- 裏門釈放2（2017年）

### CM
- レオパレス21
- 東京ディズニーシー
- ロマンスカー（2010年）
- ブラザー工業「ジャスティオ」（2011年）
- 静岡ガス「エネファーム」（2012年）
- 健栄製薬「ベビーワセリン」（2013年）
- パナソニック「ビストロ」（2014年）
- 花王「メリット」（2014年）
- TOYOTA「クラウン」（2019年）
- 小林製薬「オイルデル」（2020年）
- くらこん「塩こん部長の豚のねぎづくし」（2021年）
- Softbank「誰でもヒーローズ」（2021年）
- ミドリ安全「解決！ミドリちゃん」（2021年）

### バラエティ
- ビットワールド（2019年2月8日・2月15日、NHK Eテレ） - イズミ 役

### テレビアニメ
- 中間管理録トネガワ 第13話（2018年） - 債務者B 役
- DOUBLE DECKER! ダグ&キリル 第11話（2018年） - 手下A 役

### 劇場アニメ
- ペンギン・ハイウェイ（2018年） - ヤマグチさん 役

### ドラマCD
- 妖怪学校の先生はじめました！（2018年） - 謎の魔王 役

### ゲーム
- 逆転オセロニア（2018年） - フェルナンド 役

### 吹き替え
- オーシャンズ8（2018年） - ギレルモ〈ミグス・ゴベア〉 役

### 舞台
- 北大阪信用金庫（よしもと rise-1シアター）
- SASUKE（2006年8月30日）
- THEATER JUNK「永遠の一秒」（2007年8月11日・12日、豊島公会堂）
- 劇団AND ENDLESS「CLASSICS I 〜THE RUN&HIDE&SEEK〜」（2007年11月22日 - 12月9日、東京芸術劇場小ホール1） - 主演・菱川 役
- 大人の麦茶 第十三杯目公演「サバンナチャンス」（2008年1月30日 - 2月5日、本多劇場） - 主演・マフネ 役
- 大人の麦茶 第十四杯目公演「美女木ジャンクション」（2008年4月23日 - 27日、アウルスポット）
- 大人の麦茶 第十五杯目公演「ネムレナイト2008」（2008年6月18日 - 22日、紀伊國屋ホール） - 主演・美治 役
- 大人の麦茶 第十六杯目公演「いちころソング』（2009年4月8日 - 12日、紀伊國屋ホール）
- 音楽舞闘会 黒執事〜その執事、友好〜（2009年5月28日 - 6月7日、サンシャイン劇場） - 葬儀屋 役
  - ミュージカル黒執事 -The Most Beautiful DEATH in The World- 千の魂と堕ちた死神（2010年5月・2013年5月）
  - ミュージカル黒執事 -地に燃えるリコリス-（2014年9月・2015年11月）
  - ミュージカル黒執事 -NOAH'S ARK CIRCUS-（2016年11月）
  - ミュージカル黒執事 -Tango on the Campania-（2017年12月 - 2018年2月）
- 劇団ゲキハロ第7回公演「サンク ユー ベリー ベリー」（2009年9月17日 - 23日、サンシャイン劇場 / 9月26日・27日、サンケイホールブリーゼ） - 美稲崇 役
- 劇団ゲキハロ第9回公演「三億円少女」（2010年9月18日 - 26日、サンシャイン劇場 / 10月16日・17日、イオン化粧品シアターBRAVA!）
- 劇団6番シード「関ヶ原でダンス」（2011年5月25日 - 29日、吉祥寺シアター） - 稲葉幸駿 役
- 劇団ゲキハロ第11回公演「戦国自衛隊〜女性自衛官死守セヨ〜」（2011年9月16日 - 25日、池袋サンシャイン劇場 / 9月30日 - 10月2日、イオン化粧品シアターBRAVA!） - 浅間三等陸曹 役
- 大人の麦茶 第十八杯目公演「1974」（2011年12月14日 - 18日、紀伊國屋サザンシアター） - スケジュン 役
- 大人の麦茶 第十九杯目公演「B・B〜bumpy buddy〜」（2012年5月9日 - 15日、紀伊國屋サザンシアター） - 主演・馬場 役
- 大人の麦茶 大人の特別公演2「多摩多摩迷子」（2012年7月14日 - 22日、Geki地下Liberty） - 初鹿恋四郎 役
- 劇団ゲキハロ第12回公演「キャッツ♡アイ」Bパターン「盗まれる側にもドラマがある。」（2012年9月22日 - 30日、サンシャイン劇場 / 10月13日・14日、イオン化粧品シアターBRAVA!） - ポンヌッフ 役
- 大人の麦茶 第二十杯目公演「シュガースポット」（2012年11月21日 - 27日、紀伊國屋ホール / 12月1日・2日、イオン化粧品シアターBRAVA!） - 高嶽院 役
- 大人の麦茶 大人の特別公演3「ベッドにもなるソファー」（2013年4月2日 - 10日、Geki地下Liberty） - 主演・山形 役
- 大人の麦茶×ゲキハロ「ごがくゆう」（2013年6月12日 - 17日、紀伊國屋サザンシアター） - スケキヨ 役
- 大人の麦茶 第二十一杯目公演「ゆびにのこるかおり」（2013年11月29日 - 12月8日、紀伊國屋ホール） - 主演・半井 役
- 大人の麦茶の朗読の時間「DAY IN A SUN 〜一日だけ日の目を見る日〜」（2014年4月3日 - 8日、紀伊國屋ホール） - フジオ 役
- バカフキ!（2014年11月13日 - 16日、全労済ホール スペース・ゼロ） - ハザマ 役
- 大人の麦茶 大人の特別公演4「認めてどうしても欲しくて」（2015年3月10日 - 22日、Geki地下Liberty） - 椿航平 役
- 銀岩塩 vol.1『ジアース アート ネオライン 神聖創造物』 〜その老人は 誰よりも 若かった〜（2016年1月3日） - ゲスト出演
- ノラガミ -神と願い-（2016年1月28日 - 31日、AiiA 2.5Theater Tokyo） - 天神 役[14]
  - ノラガミ -神と絆-（2017年2月16日 - 26日、AiiA 2.5Theater Tokyo）[15]
- 演劇集団Z-Lion第7回公演『Majician達のリファンタジ〜』（2016年6月22日 - 26日、俳優座劇場） - 須加尾 役
- 少年社中第32回公演『三人どころじゃない吉三』（2016年7月22日 - 31日、紀伊國屋ホール / 8月6日・7日、近鉄アート館） - 安森源次兵衛 / お化け吉三 役[16]
- 幽劇（2017年8月17日 - 23日、日本青年館ホール / 9月1日 - 3日、虹橋芸術中心） - 神上 役[17]
- 青の祓魔師 島根イルミナティ篇（2017年10月20日 - 29日、Zeppブルーシアター六本木 / 11月2日 - 5日、新神戸オリエンタル劇場） - メフィスト・フェレス 役[18]
- 十二大戦（2018年5月4日・5日、新神戸オリエンタル劇場 / 5月9日 - 13日、シアター1010） - ドゥデキャプル 役[19]
- ひらがな男子（2018年7月20日 - 29日、AiiA 2.5Theater Tokyo） - し 役[20]
- 大人の麦茶 第二十五杯目公演「おしり筋肉痛」（2018年8月22日 - 27日、下北沢ザ・スズナリ） - 矢吹健之介 役
- 劇団シャイニング from うたの☆プリンスさまっ♪『ポラリス』（2018年9月13日 - 23日、AiiA 2.5Theater Tokyo / 10月5日 - 8日、梅田芸術劇場 シアター・ドラマシティ） - エンゲルバーグ・イチノセ 役[21]
- ニル・アドミラリの天秤（2018年11月1日 - 11日、全労済ホール／スペース・ゼロ） - 四木沼喬 役[22]
- WBB vol.13『まわれ！無敵のマーダーケース！！』（2018年12月7日 - 16日、赤坂RED/THEATER） - オーナー 役[23]
- からくりサーカス（2019年1月10日 - 20日、新宿FACE）- ドットーレ 役 [24][25]
- Ｋ -RETURN OF KINGS-（2019年3月1日 - 10日、天王洲 銀河劇場 / 3月15日 - 17日、大阪メルパルクホール） - 磐舟天鶏 役[26]
- アイ★チュウ ザ・ステージ ～ Rose Écarlate ～（2019年4月21日 - 29日、シアター1010 / 5月10日 - 12日、サンケイホールブリーゼ） - 黒野幕男 役[27]
  - アイ★チュウ ザ・ステージ ～ Rose Écarlate Duex～（2019年10月10日 - 15日、シアター1010） - 黒野幕男 役
- 文豪ストレイドッグス 三社鼎立（2019年6月 - 7月、岩手 / 福岡 / 愛知 / 大阪 / 東京） - 福沢諭吉 役[28]
- 銀岩塩 Vol.4 FUSIONICAL STAGE『ABSO-METAL』〜価値×時間＝幸せのメダル〜（2019年9月4日 - 8日、こくみん共済 coop ホール（全労済ホール）／スペース・ゼロ） - マークツー 役[29]
- テイルズ オブ ザ ステージ -光と影の正義-（2019年12月5日 - 15日、天王洲銀河劇場） - アレクセイ・ディノイア 役[30]
- WBB vol.16『ミクロワールド・シンフォニア』（2020年1月6日 - 11日、紀伊国屋サザンシアター） - テントウムシの支配人 役
- 朗読劇「最果てリストランテ～記憶の扉がひらくとき～」（2020年4月8日 - 12日、伝承ホール）※新型コロナウイルスの影響により全公演中止
- 炎炎ノ消防隊（2020年7月31日 - 8月2日、梅田芸術劇場 シアター・ドラマシティ / 2020年8月6日 - 9日、KT Zepp Yokohama） - ジョーカー 役[31]
  - 舞台「炎炎ノ消防隊」-破壊ノ華、創造ノ音-（2022年1月18日 - 23日、KT Zepp Yokohama） - ジョーカー 役
  - 舞台「炎炎ノ消防隊」-地下からの奪還- （2022年9月17日 - 25日、サンシャイン劇場/9月29日(木) - 2日、京都劇場） - ジョーカー 役（声音出演）
- 文豪ストレイドッグス 序 探偵社設立秘話・太宰治の入社試験（2020年9月11日 - 27日、あうるすぽっと） - 福沢諭吉 役[32]
- ミュージカル『新テニスの王子様』The First Stage（2020年12月12日 - 24日、日本青年館ホール / 2020年12月29日 - 2021年1月10日、大阪・メルパルク大阪） - 齋藤至 役[33][34]
  - ミュージカル『新テニスの王子様』Revolution Live 2022（2022年10月6日 - 16日、幕張メッセ） - 齋藤至 役[35]
- 夜鷹無限上昇（2021年6月19日 - 29日、銀座・ディスグーニーズ） - タカシマキョウジ 役
- ナイスコンプレックスプロデュース公演 第6弾12人の怒れる男（2021年7月30日 - 8月1日、大阪市立芸術創造館/赤坂RED/THEATER） - 陪審員11号 役
- クラゲフェスティバルロボ・ロボ（2021年10月9日 - 17日、劇場HOPE） - アナライザーT1 役
- 朗読劇M·A·D朗毒（2021年11月19日 - 28日、横浜赤レンガ倉庫） - アンコ 役・キョウジ役
- ミュージカル「ロミオの青い空」（2022年3月31日 - 4月3日、東京建物 Brillia HALL） - アントニオ・ルイニ 役
  - ミュージカル「ロミオの青い空」〜誓い〜（2025年5月2日 - 11日、天王洲 銀河劇場）[36]
- はじまりのカーテンコール～your Note～（2022年12月2日 - 11日、六行会ホール） - まさし 役[37]
- ミュージカル『ウインドボーイズ！』（2022年12月22日 - 27日、シアター1010）- 教頭先生 役[38]
- WBB vol.24『幻のイントルーダー』（2023年11月22日 - 12月3日、赤坂RED/THEATER）[39]
- 朗読劇『おとなの国語』（2023年12月7日 - 10日、「劇」小劇場）[40]
- 冒険者たちのホテル〜ドラゴンクエストXに集いし仲間たち〜（2024年2月7日 - 12日、品川プリンスホテル クラブeX）[41]
- 『HUNTER×HUNTER』THE STAGE2（2024年3月16日 - 31日、天王洲 銀河劇場 / 4月6日 - 14日、梅田芸術劇場 シアター・ドラマシティ） - ライト 役[42]
- ムシラセ『ナイトーシンジュク・トラップホール』（2024年7月16日 - 21日、新宿シアタートップス）[43]
- 舞台『鴨乃橋ロンの禁断推理』（2024年11月1日 - 4日、日本青年館ホール / 11月9日・10日、サンケイホールブリーゼ） - ジョン・グリズリー 役[44]
- WBB vol.26『サムライモード』（2025年6月4日 - 9日、紀伊國屋サザンシアター TAKASHIMAYA / 6月13日 - 15日、AiiA 2.5 Theater Kobe）[45]
- 舞台『REAL AKIBA BOYZ〜Over The Future!〜』（2025年9月20日 - 28日〈予定〉、こくみん共済 coop ホール/スペース・ゼロ） - 福田 役[46]